# Mississauga-Centre
Pour les articles homonymes, voir Mississauga (homonymie).
Pour la circonscription provinciale, voir Mississauga-Centre (circonscription provinciale).
Circonscription électorale fédérale du Canada
Mississauga-Centre est une circonscription électorale fédérale canadienne située en Ontario représentée depuis 2015. La circonscription a également été représentée de 1997 à 2004.

## Géographie
Située dans le sud de l'Ontario, la circonscription est constituée de la partie centrale de la ville de Mississauga. 
Les circonscriptions limitrophes sont Mississauga—Erin Mills, Mississauga—Streetsville, Mississauga—Malton, Mississauga-Est—Cooksville et Mississauga—Lakeshore.
En 1996, les circonscriptions limitrophes étaient Mississauga-Est—Cooksville, Mississauga—Malton, Mississauga—Streetsville, Mississauga—Erin Mills et Mississauga—Lakeshore.

## Historique
La circonscription de Mississauga-Centre est créée en 1996 d'une partie de Mississauga-Est et de Mississauga-Ouest. Abolie en 2003, elle est redistribuée parmi Mississauga-Est—Cooksville, Mississauga-Sud, Mississauga—Brampton-Sud et Mississauga—Erindale. La circonscription est recréée en 2013 de parties de Mississauga-Est—Cooksville, Mississauga—Erindale, Mississauga—Brampton-Sud et Mississauga—Streetsville.
Lors du redécoupage électoral de 2022-2023, la circonscription gagne au nord la partie de la circonscription de Mississauga—Malton comprise entre la rue Hurontario, l'avenue Eglinton Ouest, la promenade Fairwind et le chemin Bristol Ouest. Elle perd à l'ouest à la circonscription de Mississauga—Streetsville la partie de son territoire comprise entre la rivière Credit, l'avenue Eglinton Ouest, le chemin Creditview et l'autoroute 403. À l'est, de la circonscription de Mississauga-Est—Cooksville, elle gagne la partie comprise entre la promenade Central Ouest, la rue Dundas Ouest jusqu'à la promenade Confederation, de celle-ci jusqu'à la voie ferrée du Canadien Pacifique, de cette voie ferrée jusqu'à la rue Hurontario et cette rue jusqu'à la promenade Central Ouest, mais elle perd la partie comprise entre la rue Hurontario, la promenade Central Est et 
l'autoroute 403.

## Députés
| Législature | Années        | Député               | Parti | Parti   |
| --- | ------------- | -------------------- | ----- | ------- |
| Mississauga-Centre issue de parties de Mississauga-Est et de Mississauga-Ouest                                               |               |                      |       |         |
| 36e | 1997–2000     | Carolyn Parrish (en) |       | Libéral |
| 37e | 2000–2004     | Carolyn Parrish (en) |       | Libéral |
| Redistribuée parmi Mississauga-Est—Cooksville, Mississauga-Sud, Mississauga—Brampton-Sud et Mississauga—Erindale             |               |                      |       |         |
| Recréée de parties de Mississauga-Est—Cooksville, Mississauga—Erindale, Mississauga—Brampton-Sud et Mississauga—Streetsville |               |                      |       |         |
| 42e | 2015–2019     | Omar Alghabra        |       | Libéral |
| 43e | 2019–2021     | Omar Alghabra        |       | Libéral |
| 44e | 2021–2025     | Omar Alghabra        |       | Libéral |
| 45e | 2025–en cours | Fares Al Soud        |       | Libéral |